# Erax costalis
Erax costalis là một loài ruồi trong họ Asilidae. Erax costalis được Wulp miêu tả năm 1899. Loài này phân bố ở vùng nhiệt đới châu Phi.